# Colmenar del Arroyo
Colmenar del Arroyo es un municipio y localidad española de la Comunidad de Madrid. Cuenta con una población de 2015 habitantes (INE 2024).

## Símbolos
El escudo heráldico que representa al municipio fue aprobado oficialmente en 2015 con el siguiente blasonado:

«Escudo partido; De oro, una colmena orlada de ocho abejas de su color y puesta sobre ondas de azur y plata. Segundo y tercero, de gules, un acueducto de dos órdenes, de plata, mazonado de sable y puesto sobre diez peñascos de plata. Cuarto, de oro, una olma de su color, puesta sobre ondas de azur y plata. Al timbre, Corona Real cerrada.»
Boletín Oficial de la Comunidad de Madrid núm. 198 de 21 de agosto de 2015

La descripción textual de la bandera, también oficializada en 2015, es la siguiente:

«Paño de proporciones 2:3, de color verde, terciado en bajo de azul, perfilado de blanco y cargado al centro del escudo municipal.»
Boletín Oficial de la Comunidad de Madrid núm. 198 de 21 de agosto de 2015

## Geografía
Ubicación
El enclave capital del municipio está situado a una altitud de 687 m s. n. m. El término municipal limita con los de Robledo de Chavela, Fresnedillas de la Oliva, Navalagamella, Navas del Rey, Chapinería y Villamantilla.
| Noroeste: Robledo de Chavela | Norte: Fresnedillas de la Oliva | Noreste: Navalagamella |
| Oeste: Navas del Rey         |                                 | Este: Navalagamella    |
| Suroeste: Navas del Rey      | Sur: Chapinería                 | Sureste: Villamantilla |

## Historia
Edad Media

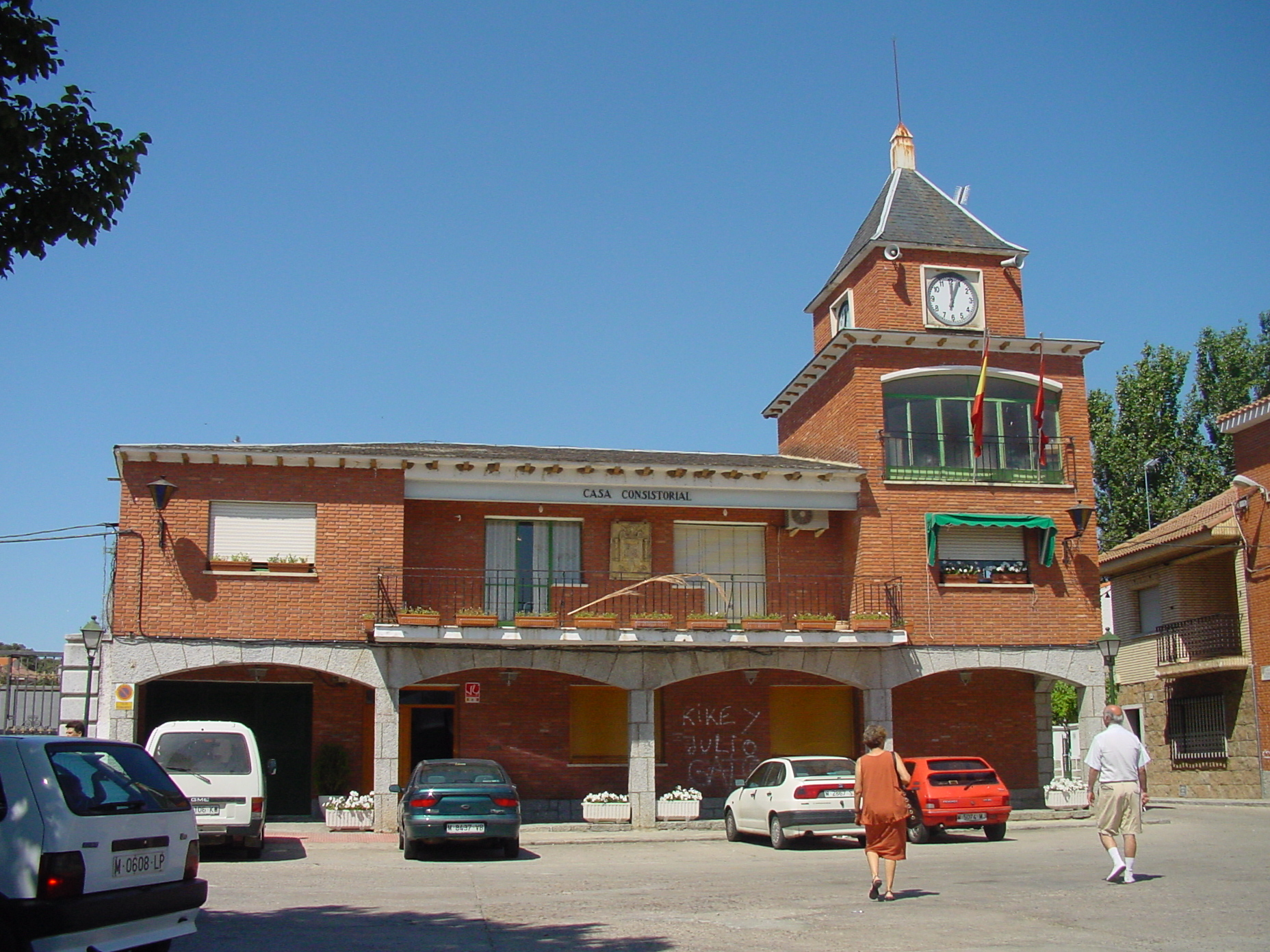
Edificio del ayuntamiento, tal como era en el año 2002.

Dentro de los sexmos de la Tierra de Segovia al sur del sistema Central, la aldea quedó encuadrada dentro del de Casarrubios.
Edad Moderna
Obtendría el privilegio de villazgo, otorgado por Felipe IV, el 19 de diciembre de 1626.

## Demografía
Cuenta con una población de 2015 habitantes (INE 2024).
| Gráfica de evolución demográfica de Colmenar del Arroyo entre 1842 y 2021                                             |
| |
| Población de derecho según los censos de población del INE. Población de hecho según los censos de población del INE. |

## Transporte público
Cuenta con dos líneas de autobús que conectan con Madrid capital. Estas líneas son:
| Línea | Recorrido                                                                   |
| ----- | --------------------------------------------------------------------------- |
| 551   | Madrid (Príncipe Pío) - San Martín de Valdeiglesias - El Tiemblo / Cebreros |
| 642   | Madrid (Moncloa) - Colmenar del Arroyo                                      |

## Educación
En Colmenar del Arroyo hay una Casa de Niños inaugurada en el año 2009 con tres aulas y un colegio público de educación infantil y primaria.